# Kanzelstein (Erzgebirge)
Der Kanzelstein ist der Name eines 819 m hohen Berges in Johanngeorgenstadt im sächsischen Erzgebirgskreis, auf dem sich eine markante Felsgruppe befindet, die der eigentliche Kanzelstein, früher auch Teufelskanzel oder Schneiderfelsen genannt, ist, während der Berg selbst früher den inzwischen historischen Namen Hohes Genist trug.

## Geologie
Der Kanzelstein liegt in der Kontaktzone des Eibenstocker Granitmassivs im westlichen Erzgebirge. Am Felsen finden sich typische Wollsackverwitterungen.

## Geschichte
In der Gegend um das Hohe Genist wurde bereits vor der Gründung von Johanngeorgenstadt Bergbau betrieben. Die bekannteste Grube war das Hohe Genist. Für den zunächst namenlosen Felsen auf dem Berg bürgerte sich neben Teufelskanzel und Schneiderfelsen (nach einem früheren Besitzer des Külliggutes) im ausgehenden 19. Jahrhundert der Name Kanzelstein ein, der auch in Zusammenhang mit einer Volkssage steht.
Nach dem Hohen Genist wurde in Johanngeorgenstadt eine Straße benannt, die von der Eibenstocker Straße in nördliche Richtung abzweigt und durch das Külliggutgelände in Richtung Hohes Genist/Kanzelstein führt. 1990 wurde außerdem eine Straße Zum Kanzelstein benannt.
Unweit des Kanzelsteins wurde 1863 ein noch heute vorhandener Gedenkstein zum 100. Geburtstag für Heinrich Cotta errichtet.